# Шіба
Шіба або Шиба (словац. Šiba) — село в Словаччині, Бардіївському окрузі Пряшівського краю. Розташоване в північно-східній частині Словаччини, на північно-східних схилах Чергівських гір. Протікає річка Шібська вода.
Вперше згадується у 1427 році.
В селі є римо-католицький костел св. Козми і Да'мяна з 1991 року.

## Населення
| Рік:            | 1993 | 2003    | 2013    | 2023    |
| --------------- | ---- | ------- | ------- | ------- |
| Кількість осіб: | 538  | 564     | 583     | 631     |
| Різниця:        |      | +4,83 % | +3,36 % | +8,23 % |

| Рік:            | 2022 | 2023    |
| --------------- | ---- | ------- |
| Кількість осіб: | 629  | 631     |
| Різниця:        |      | +0,31 % |

В селі проживає 566 осіб.
Національний склад населення (за даними останнього перепису населення — 2001 року):
- словаки — 99,47%
- русини — 0,18%
- українці — 0,18%
- чехи — 0,18%

Склад населення за приналежністю до релігії станом на 2001 рік:
- римо-католики — 98,58%,
- греко-католики — 1,42%,